# International Council of Women
Det Internationale Kvinderåd (ICW) er en kvindeorganisation, der arbejder på tværs af landegrænser for den fælles sag for at fremme menneskerettigheder for kvinder. Fra 25. marts til 1. april 1888 mødtes ledende kvindesagsforkæmpere i Washington D.C. Der deltog 49 delegerede, der repræsenterede 53 kvindeorganisationer fra 9 lande: Canada, USA, Irland, Indien, Storbritannien, Finland, Danmark, Frankrig og Norge. Kvinder fra professionelle organisationer, fagforeninger, kunstgrupper og velgørende foreninger deltager. Nationale kvinderåd er tilknyttet ICW og gør sig således hørt på internationalt plan. Heriblandt Dansk Kvinderåd som blev oprettet i 1899. ICW har rådgivende status ved FN.

## Stiftelse
I 1882 rejste den amerikanske suffragette Elizabeth Cady Stanton til England for at besøge sin datter. Susan B. Anthony sluttede sig til hende i 1883 og her diskuterede de ideen om en international kvindeorganisation med kvindesagsforkæmpere i flere lande. Det amerikanske National Woman Suffrage Association (en), ledet af Anthony og Stanton, organiserede det stiftende møde for ICW, i Washington D.C., den 25. marts 1888. Mødet var en del af fejring af 40-årsdagen for den første Seneca Falls Convention i delstaten New York. Ved mødet deltog 49 delegerede, hovedsageligt fra Nordamerika og England. 
Der blev til mødet nedsat et nationalt (amerikansk) råd, ledet af Frances Willard (en) og et internationalt råd, ledet af Clara Barton (en) (Amerika). Millicent Fawcett (en) (England) var først blevet foreslået som præsident, men afslog og blev vicepræsident i stedet. Derudover blev Kirstine Frederiksen (forperson for Dansk Kvindesamfund fra 1887) og Rachel Foster (en) (Amerika), sekretærer, og Isabelle Bogelot (en) (Frankrig) blev kasserer.

## Tyvende århundrede
I 1904 blev der ved ICW's Berlin-kongres (en)dannet en separat organisation for at imødekomme de nationale valgretsforeninger: International Woman Suffrage Alliance. Kongressen i 1909 blev afholdt i Toronto, Canada og konferencen i 1914 fandt sted i Rom. Den 6. kongres blev afholdt i 1920 i Kristiania, Norge, efterfulgt i 1925 af Washington DC Congress, og derefter i 1930 blev konferencen afholdt i Wien. Den næste konference var en fælles afholdt kongres af ICW og National Council of Women in India (en), afholdt i Kolkata i 1936.  Under Anden Verdenskrig blev kongresser suspenderet.
I 1925 indkaldte ICW deres første koalition, for at lobbye for udnævnelsen af kvinder til Folkeforbundet. I 1931 indkaldte Folkeforbundet til en rådgivende kvindekomité for nationalitet for at tage fat på spørgsmålet om kvinders rettigheder (og nationalitet), når de giftede sig med en mand fra et andet land. ICWs vedtægter blev revideret i 1936. ICW arbejdede med Folkeforbundet i 1920'erne og FN efter Anden Verdenskrig.
Anden Verdenskrig forårsagede stor uro i rådets arbejde. Nogle nationale råd indstillede deres arbejde helt og andre blev forstyrret i arbejdet. I 1946 mødtes ICW i Philadelphia for at omfokuserer sin indsats. Konferencen udsendte en erklæring, der fordømte krig og alle forbrydelser mod menneskeheden, samt krævede en mere aktiv rolle for kvinder på den nationale og internationale arena.

## Nuværende status
Siden 1947 har ICW haft en rådgivende status for FNs Økonomiske og Sociale Råd (ECOSOC), den højeste akkreditering, en NGO kan opnå ved FN. I øjeblikket består ICW af 70 lande og har hovedkvarter i Paris. Internationale møder afholdes hvert tredje år.
| Presidenter af ICW           | Periode             | Nationalitet  |
| usikker                      | 1888–1893           | -             |
| Ishbel Hamilton-Gordon       | 1893–1899           | Scotland      |
| May Wright Sewall            | 1899–1904           | United States |
| Ishbel Maria Hamilton-Gordon | 1904–1920           | Scotland      |
| Pauline Chaponnière-Chaix    | 1920–1922           | Switzerland   |
| Ishbel Maria Hamilton-Gordon | 1922–1936           | Scotland      |
| Marthe Boël                  | 1936–1947           | Belgium       |
| Renée Girod                  | (interim) 1940–1945 | Switzerland   |
| Jeanne Eder-Schwyzer         | 1947–1957           | Switzerland   |
| Marie-Hélène Lefaucheux      | 1957–1963           | France        |
| Mary McGeachy                | 1963–1973           | Canada        |
| Mehrangiz Dowlatshahi        | 1973–1976           | Iran          |
| Ngarmchit Purachatra         | 1976–1979           | Thailand      |
| Miriam Dell                  | 1979–1986           | New Zealand   |
| Hong Sook-ja                 | 1986–1988           | South Korea   |
| Lily Boeykens                | 1988–1994           | Belgium       |
| Kuraisin Sumhadi             | 1994–1997           | Indonesia     |
| Pnina Herzog                 | 1997–2003           | Israel        |
| Anamah Tan                   | 2003–2009           | Singapore     |
| Cosima Schenk                | 2009–2015           | Switzerland   |
| Kim Jungsook                 | 2015–2022           | South Korea   |
| Martine Marandel             | 2022–               | France        |

## Internationale møder
1888: Washington, DC (første møde)
1894: Berlin
1899: London
1904: Berlin
1909: Toronto
1914: Rom
1920: Kristiania
1925: Washington, DC
1930: Wien
1933: Chicago
1936: Kolkata
1946: Philadelphia
2006: Kiev
2009: Johannesburg
2015: Seoul
2015: Izmir
2018: Yogyakarta (en)
2022: Avignon